# Naz Aydemir Akyol

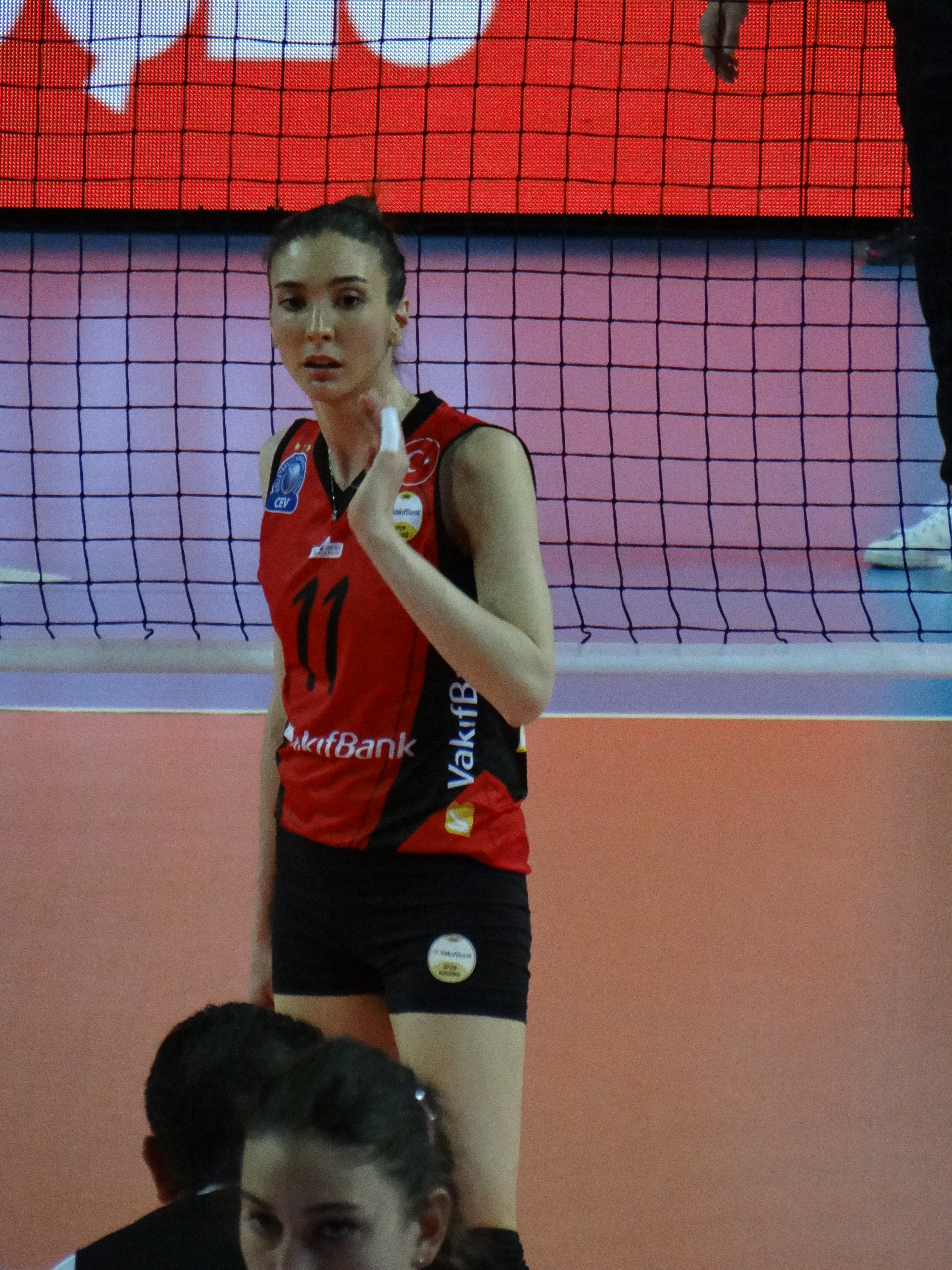
Naz Aydemir Akyol zawodniczką VakıfBanku Stambuł w seoznie 2017/2018

Naz Aydemir Akyol; z d. Aydemir (ur. 14 sierpnia 1990 w Stambule) – turecka siatkarka, reprezentantka kraju, grająca na pozycji rozgrywającej.
Uczestniczka Letnich Igrzysk Olimpijskich 2012 w Londynie.
W sezonie 2018/2019 nie grała w żadnym klubie, gdyż miała urlop macierzyński.
W styczniu 2022 roku poinformowała o zakończeniu kariery reprezentacyjnej.

## Życie prywatne
21 sierpnia 2013 roku wyszła za mąż za tureckiego koszykarza Cenka Akyola (ur. 1987).

## Sukcesy klubowe
Puchar Top Teams:
- 2005

Mistrzostwo Turcji:
- 2006, 2007, 2008, 2010, 2011, 2013, 2014, 2016, 2018
- 2015, 2021, 2022[4], 2024[5]
- 2005, 2012, 2017, 2025[6]

Puchar Turcji:
- 2009, 2010, 2013, 2014, 2018

Superpuchar Turcji:
- 2009, 2010, 2013, 2014, 2017

Liga Mistrzyń:
- 2012, 2013, 2017, 2018
- 2010, 2014, 2016
- 2011, 2015

Klubowe Mistrzostwa Świata:
- 2010, 2013, 2017, 2023[7]
- 2012, 2016, 2021

## Sukcesy reprezentacyjne
Mistrzostwa Świata Kadetek:
- 2007

Mistrzostwa Europy Juniorek:
- 2008

Liga Europejska:
- 2009
- 2010

Grand Prix:
- 2012

Igrzyska Europejskie:
- 2015

Volley Masters Montreux:
- 2015
- 2016

Mistrzostwa Europy:
- 2019
- 2017

Liga Narodów:
- 2021

## Nagrody indywidualne
- 2008: MVP Mistrzostw Europy Juniorek
- 2010: Najlepsza rozgrywająca sezonu 2009/2010 w lidze tureckiej[8]
- 2011: Najlepsza rozgrywająca sezonu 2010/2011 w lidze tureckiej
- 2012: Najlepsza rozgrywająca turnieju finałowego Ligi Mistrzyń
- 2013: Najlepsza rozgrywająca turnieju finałowego Ligi Mistrzyń
- 2013: Najlepsza rozgrywająca sezonu 2012/2013 w lidze tureckiej
- 2014: Nagroda Fair Play turnieju finałowego Ligi Mistrzyń
- 2014: Najlepsza rozgrywająca sezonu 2013/2014 w lidze tureckiej
- 2015: Najlepsza rozgrywająca sezonu 2014/2015 w lidze tureckiej
- 2015: Najlepsza rozgrywająca turnieju Volley Masters Montreux
- 2017: Najlepsza rozgrywająca turnieju finałowego Ligi Mistrzyń
- 2017: MVP Superpucharu Turcji